# Burbacher Hütte
Die Burbacher Hütte ist eine 1856 gegründete ehemalige Eisenhütte in Burbach, seit 1909 ein Stadtteil der Stadt Saarbrücken.

## Geschichte

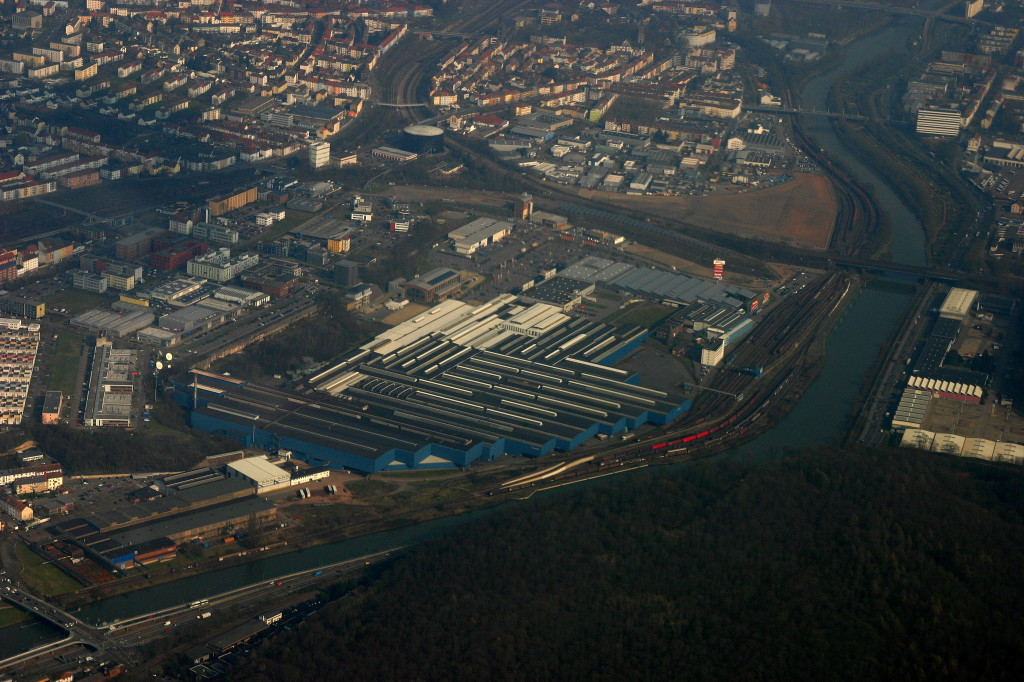
Saarstahl-Werksgelände Burbach, vormals Burbacher Hütte

Am 22. Juni 1856 gründete ein Konsortium luxemburgischer Industrieller die Saarbrücker Eisenhüttengesellschaft - Société en participation des Forges de Sarrebruck. Maßgeblich für die Standortwahl war zum einen die Nähe zu den Rohstoffquellen (Minette aus Lothringen, Steinkohle aus dem Saarrevier), zum anderen die verkehrsgünstige Lage an der Saar.
Schon 1857 wurde der erste Hochofen angeblasen, 1858 die Kokerei in Betrieb genommen. 1858 und 1859 kam je ein weiterer Hochofen hinzu. 1861 änderte sich die Rechtsform. Unter dem Namen Société Anonyme des Mines du Luxembourg et des Forges de Sarrebruck - Luxemburger Bergwerks- und Saarbrücker Eisenhütten-Aktiengesellschaft firmierte das Unternehmen nun als Aktiengesellschaft nach belgischem Recht. Im Jahr 1871 gründeten die Betreiber zusammen mit der luxemburgischen Gesellschaft Société en commandite des Forges d'Eich, Le Gallais, Metz et Cie ein modernes Hochofenwerk mit insgesamt vier Hochöfen im luxemburgischen Esch-sur-Alzette. Die Hälfte des dort gewonnenen Roheisens kam in Transporten zur Weiterverarbeitung nach Burbach. 1882 gründete diese Partnerschaft ein weiteres Unternehmen (Société Anonyme des Hauts Fourneaux et Forges de Dudelange - Eisenhütten-Aktien-Verein Düdelinge) in Luxembourg, diesmal in Dudelange. Ab 1880 stellte Burbach seinen Stahl nach dem Thomas-Verfahren, ab 1895 nach dem Siemens-Martin-Verfahren her.
Zu Beginn des 20. Jahrhunderts standen umfangreiche Erweiterungen auf dem Plan. Unter anderen wuchs die Hütte um folgende Werksteile:
| 1902–1903 | Universalwalzwerk                                                      |
| 1904      | Drahtwalzwerkes                                                        |
| 1907      | Neues Thomasstahlwerk mit vier Konvertern und einer neuen Mischerhalle |
| 1909      | Elektrozentrale, EZ2-Halle bzw. E-Werk                                 |
| 1911      | Fertigstellung der Ammoniakfabrik                                      |

Im Jahr 1909 waren in Burbach acht Hochöfen im Einsatz, die rund 330.000 t Roheisen produzierten. 1910 waren auf der Hütte rund 5.100 Mitarbeiter beschäftigt. 1911 kam es zu einer Fusion der Burbacher Hütte mit mehreren luxemburgischen und lothringischen Montanunternehmen (darunter u. a. Société en commandite des Forges d'Eich, Le Gallais, Metz et Cie und Société Anonyme des Hauts Fourneaux et Forges de Dudelange - Eisenhütten-Aktien-Verein Düdelingen) zur ARBED - Aciéries Réunies de Burbach-Eich-Dudelange, Société Anonyme - Vereinigte Hüttenwerke Burbach-Eich-Düdelingen AG. Während des Ersten Weltkriegs stand das Burbacher Werk nahezu komplett still. In der Zeit ab 1920, das Saargebiet stand damals unter dem Mandat des Völkerbundes, kam es wiederum zu umfangreichen Werksmodernisierungen.
Im Zweiten Weltkrieg setzte der Konzern mit dem Zwangsarbeiterlager im Blechwalzwerk in Burbach mehrere hundert Zwangsarbeiter und Kriegsgefange aus der Sowjetunion, Frankreich, Belgien, Polen und Italien ein.

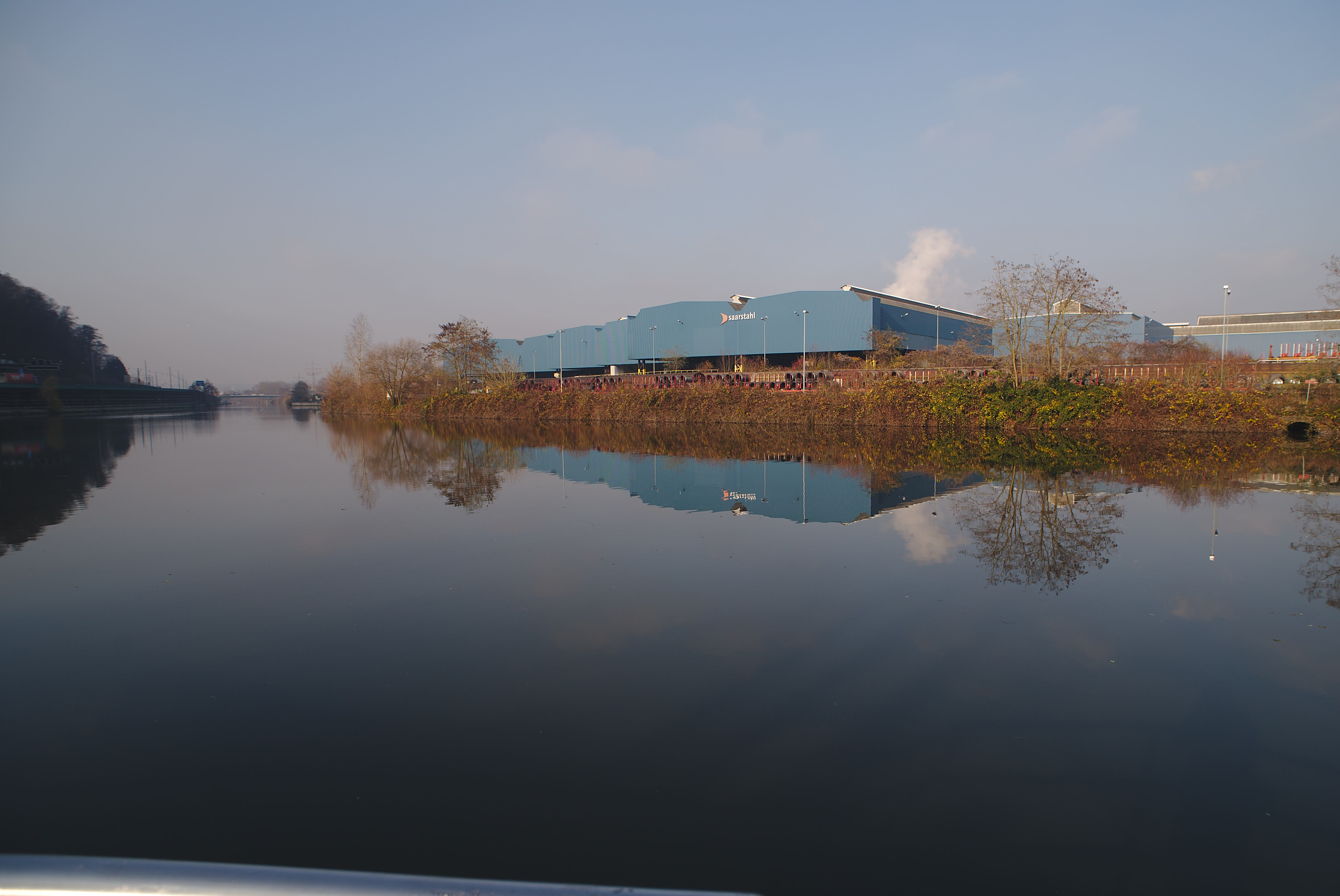
Heutiges Gebäude der Saarstahl mit der Saar im Vordergrund

Infolge des Zweiten Weltkriegs weitgehend zerstört, danach sukzessive wieder aufgebaut und modernisiert, konnte erst 1946 die Produktion wieder anlaufen. 1967 kam es durch den Kauf der in der Nachbarschaft zur Hütte befindlichen Waggonfabrik Lüttgens zu einer Diversifikation. Drei Jahre später nahm die Hütte eine moderne Drahtstraße in Betrieb. 1971 kam es zu einer Fusion der zur ARBED gehörenden Burbacher Hütte mit der Völklinger Hütte. Das Unternehmen, an dem die ARBED und die Familie Röchling als Eigentümer der Völklinger Hütte je hälftig beteiligt waren, firmierte unter Stahlwerke Röchling-Burbach GmbH. 1975, zu Beginn der Stahlkrise, waren in Burbach rund 6.000 Menschen beschäftigt. Ab 1975 kam es zu umfangreichen Restrukturierungsmaßnahmen. So fiel u. a. die Roheisenerzeugung in Burbach, ebenso die Walzwerke der Stilllegung anheim. 1982 fusionierten die Stahlwerke Röchling-Burbach GmbH mit der Neunkircher Eisenwerk AG zur neuen ARBED-Saarstahl GmbH. Die Burbacher Hütte kam nachfolgend sukzessive zum Stillstand, als einzige Ausnahme hielt die Drahtstraße mit rund 1.000 Arbeitsplätzen den Betrieb aufrecht. Aus dem nun freiwerdenden Betriebsgelände konnte nach Sanierung in den Folgejahren ein Gewerbegebiet entstehen. Durch wirtschaftliche Probleme sowohl bei der Muttergesellschaft ARBED als auch bei der Tochter Arbed Saarstahl GmbH kam es zu weiteren Umstrukturierungen, aus denen die heutige Saarstahl AG hervorging, die bis heute in Burbach eine Drahtstraße betreibt.

### Hüttendirektoren
- François Majerus (1856–1860)
- Nicolas Flamm (1860–1879)
- Hans Rudolf Seebohm (1879–1901)
- Joseph Ott (1901–1902)
- Edmund Weissdorff (1902–?)
- Eugen Heynen (1911–1919)
- Leon Kugener (1919–1922)
- Pierre Pelkes (1922–1925)
- Alfons Wagener (1925–1939)
- Pierre Chomé (?–1948)

## Heutige Situation
Die Saarstahl AG beschäftigt heute noch in ihrem Drahtwalzwerk auf dem Areal der ehemaligen Burbacher Hütte 550 Mitarbeiter.
Weite Teile der früheren Werksflächen wurden durch die der Stadt Saarbrücken gehörende Gesellschaft für Innovation und Unternehmensförderung mbH (GIU) in das Quartier Saarterrassen  konvertiert. Neben mehreren Fachmärkten u. a. aus den Branchen Möbel, Baustoffe und Elektronik wurden dort primär Dienstleistungs- und IT-Unternehmen angesiedelt. Die frühere Elektrozentrale der Hütte ist heute unter dem Namen E-Werk eine Konzert- und Veranstaltungshalle.